# Dikasterium für die Selig- und Heiligsprechungsprozesse
Das Dikasterium für die Selig- und Heiligsprechungsprozesse (lateinisch Dicasterium de Causis Sanctorum) ist ein Dikasterium der römischen Kurie mit der Aufgabe, die Selig- und Heiligsprechungen zu prüfen und vorzubereiten.

## Gründung und Geschichte
Durch die Konstitution Immensa Aeterni Dei vom 22. Januar 1588 wurde von Papst Sixtus V. die Heilige Ritenkongregation errichtet. Sie hatte die Aufgabe, Normen für die Ausübung des Gottesdienstes festzulegen und die Selig- und Heiligsprechungsprozesse durchzuführen. Papst Paul VI. teilte mit der apostolischen Konstitution Sacra Rituum Congregatio vom 8. Mai 1969 die bisherige Ritenkongregation in zwei eigenständige Dikasterien auf, eines mit der Zuständigkeit für den Gottesdienst und ein anderes mit der Verantwortung für die Selig- und Heiligsprechungen.
Seit der Renaissance entstehen meist umfangreiche Dokumentationen des gesamten Prozesses der Beatifikation bzw. Kanonisation, die meist von der vatikanischen Druckerei, der Reverendissima Camera Apostolica Vaticana in Rom, verlegt wurden.
Die am 25. Januar 1983 veröffentlichte apostolische Konstitution Divinus Perfectionis Magister Papst Johannes Pauls II. ordnete die Durchführung des Kanonisationsverfahrens neu. Es weist den Diözesanbischöfen die Aufgabe zu, auf ihrem Gebiet Erhebungen über das Leben, die Verehrung, die Tugenden oder das Martyrium von Personen anzustellen, die im Ruf der Heiligkeit verstorben sind. Die Konstitution regelt die Aufgaben und Zuständigkeiten der Mitarbeiter der Kongregation und der am Selig- oder Heiligsprechungsprozess Beteiligten.
Seit dem Pontifikat Papst Benedikts XVI. werden Seligsprechungen nicht mehr vom Papst, sondern – wie bis 1975 üblich – vom Präfekten der Kongregation für die Selig- und Heiligsprechungen vorgenommen und im Normalfall in der Diözese, die den Seligsprechungsprozess betrieben hat. Die Heiligsprechungen, durch die eine Verehrung in der Weltkirche zugestanden wird, werden vom Papst vorgenommen.
Mit Inkrafttreten der Apostolischen Konstitution Praedicate Evangelium am 5. Juni 2022 erhielt die Kongregation die Bezeichnung „Dikasterium für die Selig- und Heiligsprechungsprozesse“ (“Dicastero delle cause dei santi”).

## Mitglieder

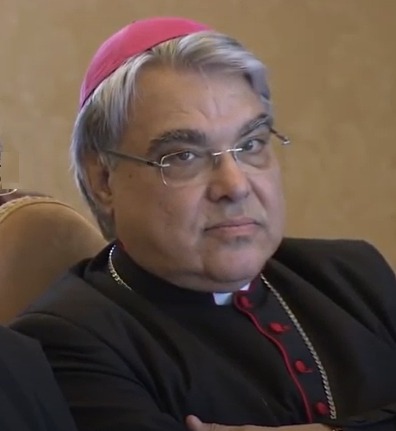
Marcello Semeraro, amtierender Präfekt

Das Dikasterium selbst besteht zusätzlich zum Präfekten aus 15 Kardinälen, zehn Erzbischöfen und zehn Bischöfen, die vom Papst in der Regel für jeweils fünf Jahre berufen werden. Daneben ernennt der Papst Berater der Kongregation. Papst Franziskus benannte am 19. Dezember 2013 die Mitglieder der Kongregation wie folgt:
Präfekt
- Marcello Kardinal Semeraro (Mitglied seit 19. Dezember 2013, Präfekt seit 15. Oktober 2020)

Kardinäle
- Antonio Cañizares Llovera (bestätigt 2013)
- Stanisław Ryłko (bestätigt 2013)
- Kurt Koch (bestätigt 2013)
- James Michael Harvey (bestätigt 2013)
- Robert Sarah (ernannt 2014)[4]
- Raymond Leo Burke (ernannt 2015)[5]
- Giuseppe Betori (seit 2017)[6]
- Giuseppe Petrocchi (seit 2019)[7]
- Fernando Filoni (seit 2020)[8]
- Francesco Montenegro (seit 2021)[9]
- José Tolentino Calaça de Mendonça (seit 2022)[10]
- António Marto (seit 2023)[11]
- Stephen Brislin (seit 2023)[12]
- Emil Paul Tscherrig (seit 2024)[13]
- Dominique Mathieu OFMConv (seit 2025)[14]

Erzbischöfe
- Giovanni Paolo Benotto (seit 2006; bestätigt 2013)
- Salvatore Fisichella (bestätigt 2013)
- Renato Boccardo (bestätigt 2013)
- Demetrio Fernández González (seit 2018)[15]
- Filippo Iannone (seit 2020)[16]
- Felice Accrocca (seit 2020)[16]
- Luigi Vari (seit 2020)[16]
- Josep Ángel Saiz Meneses (seit 2022)[10]
- Ivan Maffeis (seit 2024)[13]
- Alejandro Arellano Cedillo CORC (seit 2025)[17]

Bischöfe
- Lino Fumagalli (bestätigt 2013)
- Raffaello Martinelli (seit 2009; bestätigt 2013)
- Ambrogio Spreafico (bestätigt 2013)
- Romano Rossi (ernannt 2018[18])
- Orazio Francesco Piazza (ernannt 2018[18])
- Daniele Libanori (seit 2018[18])
- Guerino Di Tora (seit 2019[19])
- Paolo Selvadagi (seit 2020)[16]
- Cyril Vasiľ (seit 2024)[13]
- Claudio Palumbo (seit 2024)[13]

Theologen/Theologinnen
- Szczepan Praśkiewicz OCD (seit 2020[20])
- Sr. Maria Domenica Melone SFA (seit 2020[20])
- Mario Torcivia (seit 2020[20])
- Alberto Royo Mejía (seit 2020[20], seit 2023 Kirchenanwalt (Advocatus Diaboli)[21])

## Präfekten
- Paolo Kardinal Bertoli (1969–1973)
- Luigi Kardinal Raimondi (1973–1975)
- Corrado Kardinal Bafile (1976–1980)
- Pietro Kardinal Palazzini (1980–1988)
- Angelo Kardinal Felici (1988–1995)
- Alberto Kardinal Bovone (Pro-Präfekt 1995–1998, Präfekt 1998)
- José Kardinal Saraiva Martins CMF (1998–2008)
- Angelo Kardinal Amato SDB (2008–2013; 2013–2018[22])
- Giovanni Angelo Kardinal Becciu (2018–2020)
- Marcello Kardinal Semeraro (seit 2020)

## Sekretäre
- Ferdinando Giuseppe Antonelli OFM (1969–1973)
- Giuseppe Casoria (1973–1981)
- Traian Crișan (1981–1990)
- Edward Nowak (1990–2007)
- Michele Di Ruberto (2007–2010)
- Marcello Bartolucci (2010–2021)
- Fabio Fabene (seit 2021)

## Konsultoren (Auswahl)
- Nicoletta Vittoria Spezzati (seit 2020)
- Bernard Dompnier (seit 2020)
- Pierantonio Piatti (seit 2020)
- Matteo Nacci (seit 2020)
- Giselda Adornato (seit 2020)
- Simona Negruzzo (seit 2020)[23]
- Vito Mignozzi (seit 2021)
- John Mockler (seit 2021)[24]
- Marco Impagliazzo (seit 2022)[25]
- Luca Ezio Bolis (seit 2023)[26]
- René Roux (seit 2025)[27]
- Chiara Codazzi SFA (seit 2025)[27]
- Emma Caroleo Bonfat (seit 2025)[27]